# 2003 UZ291
2003 UZ291, também escrito como 2003 UZ291, é um objeto transnetuniano que está localizado no Cinturão de Kuiper, uma região do Sistema Solar. Este corpo celeste é classificado como um provável cubewano. Ele possui uma magnitude absoluta de 6,5 e tem um diâmetro estimado com 221 km. O astrônomo Mike Brown lista este corpo celeste em sua página na internet como um candidato a possível planeta anão.

## Descoberta
2003 UZ291 foi descoberto no dia 22 de outubro de 2003 pelo astrônomo Marc W. Buie.

## Órbita
A órbita de 2003 UZ291 tem uma excentricidade de 0,135 e possui um semieixo maior de 45,229 UA. O seu periélio leva o mesmo a uma distância de 39,139 UA em relação ao Sol e seu afélio a 51,320 UA.